# John Dankworth

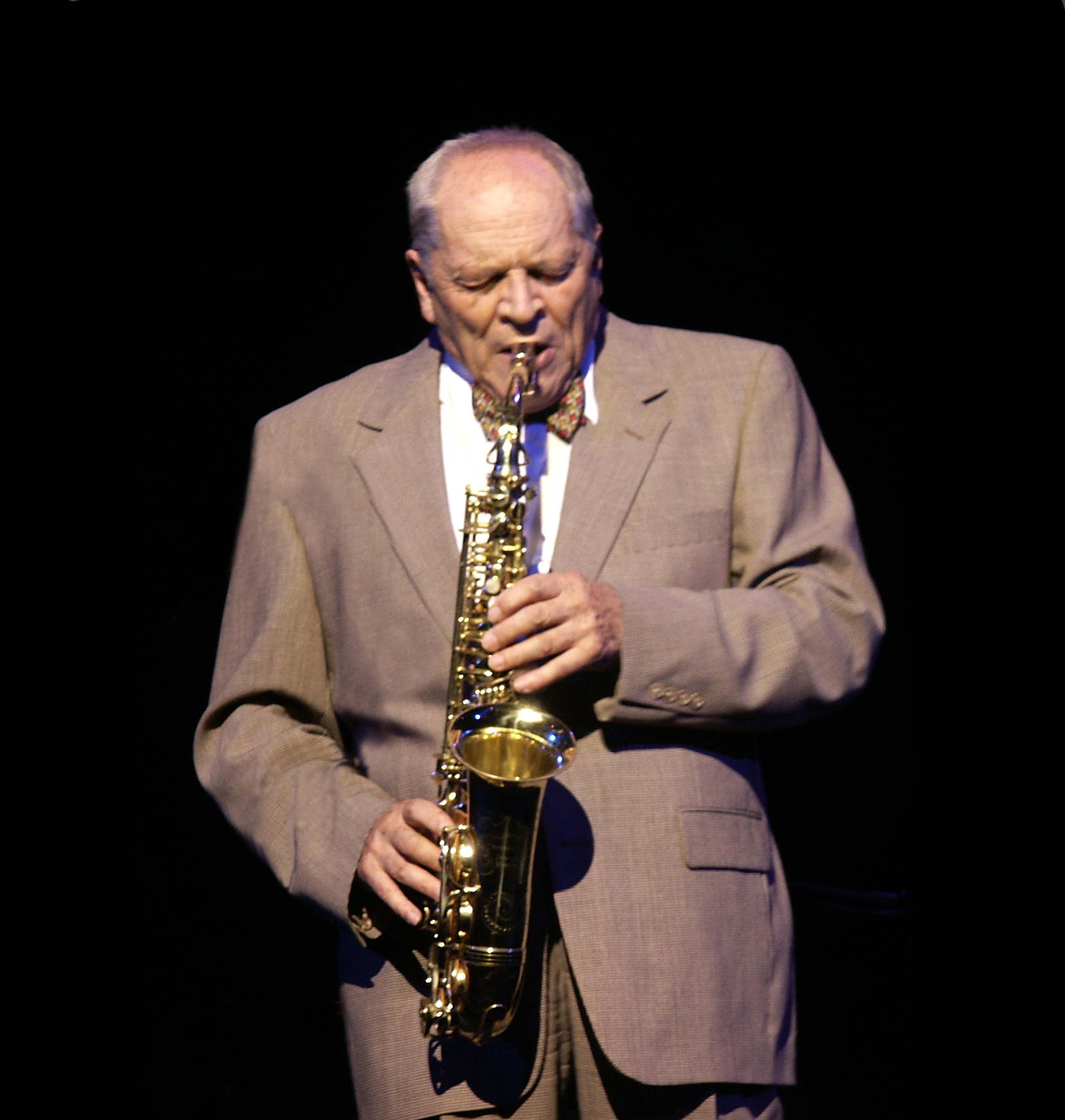
John Dankworth

Sir John Phillip William „Johnny“ Dankworth, CBE (* 20. September 1927 in Woodford, Essex; † 6. Februar 2010 in London) war ein britischer Jazz-Saxophonist (Alt), Klarinettist, Bigband-Leader und Komponist. Sein bekanntestes Werk ist die Erkennungsmelodie für die Fernsehserie Mit Schirm, Charme und Melone.

## Leben und Wirken
Dankworth stammt aus einer Musikerfamilie und lernte Klavier und Violine spielen. Nachdem er Aufnahmen von Benny Goodman gehört hatte, wechselte er mit 16 zur Klarinette. Zum Altsaxophon kam er, als er Johnny Hodges hörte.
Nach dem Studium an der Royal Academy of Music in London und der Militärzeit begann er professionell zu spielen. Zunächst arbeitete er als Schiffsmusiker, bevor er Mitglied der Bands von Tito Burns und dann von Ted Heath wurde. Seine ersten Plattenaufnahmen machte er am 13. September 1944 als Mitglied der Band Freddie Mirfield and his Garbage Men (vier Titel, darunter der Good Old Wagon Blues). Im April 1949 wurde er erstmals mit seiner eigenen Band, dem Johnny Dankworth Quartet, live aufgenommen. Im selben Jahr wurde er vom Melody Maker zum „Musiker des Jahres“ gewählt und spielte in Paris beim dortigen Jazzfestival mit Charlie Parker, wonach sich eine Schweden-Tournee mit Sidney Bechet anschloss.

Johnny Dankworth: Experiments With Mice

1950 gründete er die erfolgreichen Dankworth Seven, die bis 1953 bestanden, aber auch später immer wieder zusammenkamen. In ihr spielten Bill Le Sage (Klavier), Eric Dawson (Bass), Tony Kinsey (Schlagzeug), Jimmy Deuchar (Trompete), Eddie Harvey (Posaune), Don Rendell (Tenorsaxophon) und er selbst am Altsaxophon. Erste Aufnahmen aus dem Mai 1950 waren Lightly Politely / Strike Up The Band / Marmaduke / Little Benny. Anfang 1953 wechselte die Band zu Parlophone, wo sie seit ihrer ersten Single Honeysuckle Rose im Februar 1953 von George Martin produziert wurde. Es bedurfte jedoch einer Vielzahl von Produktionen, bis im Mai 1956 der Titel Experiments With Mice entstand, der mit einer ersten Hitparadennotiz – Rang sieben – belohnt wurde. 1953 gründete Dankworth eine eigene Bigband, die auch auf dem Newport Jazz Festival 1959 spielte, im Birdland in New York und mehrfach in Großbritannien als Begleitband von Duke Ellington. Dankworth blieb mit Ellington befreundet, nahm auch dessen Arrangements und Titel mit seiner Bigband auf und spielte nach dem Tod Ellingtons mit der Ghostband unter Leitung von Mercer Ellington.
Die Sängerin Cleo Laine, die Dankworth 1958 heiratete, sang regelmäßig seit November 1951 mit der Band und den Folgegruppen ihres Mannes und auch schon mit den Dankworth Seven. Ebenfalls ab Ende der 1950er Jahre begann Dankworth zu komponieren. Gemeinsam mit Mátyás Seiber schrieb er 1959 die Third-Stream-Komposition Improvisations für Jazzband und Orchester. Ab Mai 1959 nannte er seine Band Johnny Dankworth Orchestra.
Vor allem komponierte er aber für Film und Fernsehen. Am bekanntesten ist die Erkennungsmelodie für Mit Schirm, Charme und Melone (The Avengers), die 1961 zum ersten Mal ausgestrahlt wurden. Im selben Jahr hatte er einen Hit mit African Waltz von Galt MacDermot. 1964 nahm er mit dem befreundeten Clark Terry (und Bob Brookmeyer, Zoot Sims, Phil Woods, Lucky Thompson) The Zodiac Variations auf. Seine in ihrer ausgeweiteten Harmonik nach Martin Kunzler den Arbeiten von Gil Evans vergleichbaren Arrangements und seine ausgedehnten Werke wie die Jazz-Oper Sweeney Agonistes leben von Raffinessen hinsichtlich Klangfarben, sind mitunter aber recht komplex gestaltet.
Zu den Mitgliedern seiner Bigband ab den 1960er Jahren zählten zeitweise Tony Coe, Mike Gibbs, Peter King, Dudley Moore, John Taylor und Kenny Wheeler sowie gelegentlich Dave Holland, John McLaughlin, Tubby Hayes, Dick Morrissey und Stan Sulzmann. Dankworth begleitete mit seiner Band Nat King Cole, Sarah Vaughan, Gerry Mulligan auf Tour und bei einzelnen Konzerten Lionel Hampton und Ella Fitzgerald. Weitere Musiker, mit denen er gearbeitet hat, sind George Shearing, Toots Thielemans, Benny Goodman, Herbie Hancock, Tadd Dameron, Slam Stewart und Oscar Peterson.
2006 wurde Dankworth durch Königin Elisabeth II. als erster britischer Jazzmusiker als Knight Bachelor zum Ritter geschlagen, nachdem er zuvor bereits als Commander of the Order of the British Empire (CBE) ausgezeichnet worden war. Seine Frau war 1997 als Dame Commander of the Order of the British Empire (DBE) geadelt worden. Dankworth war mit seiner Frau eine prominente Figur in der britischen Jazzszene und der Ehrenpräsident des National Jazz Center. 1984 bis 1986 war er auch Professor am Gresham College in London, wo er auch freie öffentliche Vorlesungen gab. In seinem Landsitz The Stables mit angeschlossenem Kultur- und Theaterzentrum organisierte er über viele Jahre regelmäßig Sommerschulen. Dem Liverpool Institute for Performing Arts war er als Patron verbunden.
Seine Schwester ist die Musikpädagogin und Autorin Avril Dankworth (1922–2013). Seine beiden Kinder sind ebenfalls Jazzmusiker: Jacqui Dankworth (* 1963) ist Sängerin, Alec Dankworth (* 1960) ist Bassist, der auch in der Band seines Vaters spielte.

## Diskographische Hinweise
- The Vintage Years (Sepia, 1953–59)
- The Roulette Years (Roulette, 1961) mit Danny Moss und Peter King
- Moon Valley (Audio, 1998) mit John Horler, Malcolm Greese, Allan Ganley
- JD5 (QNT, 2002/03)

## Filmmusik (Auswahl)
- 1960: Die Spur führt ins Nichts (The Criminal)
- 1960: Samstagnacht bis Sonntagmorgen (Saturday Night and Sunday Morning)
- 1963: Der Diener (The Servant)
- 1965: Darling
- 1965: Die Verdammten der Kalahari (Sands of the Kalahari)
- 1965: Eine Tür fällt zu (Return from the Ashes)
- 1966: Modesty Blaise – Die tödliche Lady (Modesty Blaise)
- 1966: Accident – Zwischenfall in Oxford
- 1966: Protest (Morgan: A Suitable Case for Treatment)
- 1967: Feuerdrache (Fathom)
- 1967: Die letzte Safari (The last Safari)
- 1968: Salz und Pfeffer (Salt and Pepper)
- 1968: Teuflische Spiele (The Magus)
- 1970: Treffpunkt London Airport (Perfect Friday)
- 1971: John Christie, der Frauenwürger von London (10 Rillington Place)
- 2000: Gangster No. 1